# فرانكلين (بنسلفانيا)
فرانكلين (بالإنجليزية: Franklin, Pennsylvania)‏ هي مدينة تقع في مقاطعة فينانغو (بنسيلفانيا) بولاية بنسيلفانيا في الولايات المتحدة. تبلغ مساحة هذه المدينة 12.2 (كم²)، بلغ عدد سكانها 6545 نسمة في عام 2010 حسب إحصاء مكتب تعداد الولايات المتحدة.

## الموقع الجغرافي
الموقع الجغرافي للمناطق المحيطة بهذه النقطة هو كالتالي:

## أعلام
- كيد باتلر
- جون ديفريوكس تومسون
- كالفين ويلارد جيلفيلان
- تشارلز ميلر
- الكسندر هايز
- رولان لورانس
- صموئيل هايز
- جورج ر. سنودن
- هنري كيسلر

## وصلات خارجية
- The US50 - Cities and Towns in Pennsylvania State

قالب:مدن بنسيلفانيا